# Virginia (Irlanda)
Virginia (in irlandese: Achadh an Iúir  che significa "campo del tasso") è una cittadina nella contea di Cavan, in Irlanda.